# MLB The Show 20
MLB The Show 20 ist ein Baseball-Videospiel von SIE San Diego Studio, das von Sony Interactive Entertainment veröffentlicht wurde und auf dem nordamerikanischen Baseballverband Major League Baseball (MLB) basiert. Es ist der fünfzehnte Teil der Computerspielserie MLB: The Show und der direkte Nachfolger von MLB The Show 19 und erschien im März 2020 für die PlayStation 4. Der Chicago Cubs Infielder Javier Báez wurde als Coverstar vorgestellt.

## Spielprinzip und Technik
Zu den neuen Funktionen des Spiels gehören Online-Modi wie „Showdown“ und „Benutzerdefinierte Ligen“. „Showdown“ ist ein Modus, der mit einem Spieler beginnt, der in einem draft ausgewählt wurde, und der im „Moments“-Modus verwendet wird. Der Modus „Benutzerdefinierte Ligen“ ist ein weiterer reiner Online-Modus, bei dem die Wahl zwischen einem 40 Mann starken MLB-Live-Spielplan oder der Erstellung eines benutzerdefinierten Teams aus dem Modus „MLB The Show“ und dem Modus „Diamond Dynasty“ besteht.
Rückkehrende Favoriten „Franchise-Modus“ (in dem der Spieler im Laufe mehrerer Spielzeiten die Kontrolle über ein beliebiges MLB-Team übernehmen kann, aber mit der neuen benutzerdefinierten Team- und Logo-Ersteller- und Franchise-Umzugsoption, in der der Spieler ein Team, das Logo des Teams erstellt oder das Team an einen bestimmten Ort verlegt), „Road to the Show“ (in dem der Benutzer einen neuen Spieler erstellt und seine Karriere durch Double-A durchspielt, Triple-A und die Majors), „März bis Oktober“ (in dem der Spieler das Team für eine volle MLB-Saison über die reguläre Saison, das All-Star Game, die Playoffs und die World Series auswählt) und „Moments“ (in denen der Benutzer berühmte Momente der MLB-Geschichte nacherleben und nachstellen kann).
Darüber hinaus wird das Spiel erstmals mit echten, voll lizenzierten Spielern der Minor League Baseball gespielt, im Gegensatz zu früheren Spielen, bei denen die echten Spieler nicht lizenziert waren und das Spiel durch generische Spieler ersetzt wurde, in Verbindung mit Scott Spindler und seiner Ridin Rosters-Gruppe.
Das Spiel wird zum allerersten Mal mit den neuen Uniformen von Nike bestritten, während in früheren Spielen Majestic Athletic als ihr Uniform-Ausrüster fungierte.
Das Spiel enthält Stadionwerbung mit realen Marken. Frühere Spiele der Serie enthielten keine authentische Stadionwerbung und ersetzten die beworbenen durch gefälschte Marken. Anzeigen für Chevrolet, Chick-fil-A, Coca-Cola, Citgo, Delta Airlines, John Hancock Insurance, PNC Bank und Wintrust Financial sind nun in diesen ausgewählten Stadien innerhalb des Spiels zu sehen.

## Rezeption
Das Spiel wurde hauptsächlich positiv aufgenommen. Laut IGN fühlt sich MLB The Show 20 wie ein kleines aber spürbares Update an. Der neue Showdown-Modus sei exzellent und noch nie habe sich Baseball-Spielen auf der Konsole so flüssig angefühlt, doch langjährige Fans könnten durch das Fehlen von größeren Änderungen etwas abgeschreckt sein.

“With many of the smaller gaps filled from last year’s game, this is yet another championship-caliber season for Sony San Diego Studios. MLB The Show 20 does so much right that it’s foolish to spend too much time lamenting it’s flaws. Gameplay, visuals, improved customization and depth; it’s hard to ask for much more.”

„Nachdem viele der kleineren Lücken des letztjährigen Spiels geschlossen sind, ist dies eine weitere Saison mit Meisterschaftskaliber für die Sony San Diego Studios. MLB The Show 20 macht so viel richtig, dass es dumm wäre, zu viel Zeit mit dem Beklagen der Mängel zu verschwenden. Gameplay, Grafik, verbesserte Individualisierungsmöglichkeiten und Tiefe; Man kann kaum nach viel mehr verlangen.“